# Apicomplexa
Apicomplexa (còn được gọi là Apicomplexia) là một ngành lớn gồm những loài ký sinh đơn bào. Hầu hết trong số chúng có một dạng bào quan độc đáo bao gồm một loại lạp thể gọi là apicoplast, và một cấu trúc phức hợp đỉnh. Bào quan là một sự thích nghi mà sinh vật ký sinh đơn bào áp dụng cho hoạt động thẩm thấu của tế bào chủ.